# كافا
كافا (الفلفل المسمّم) (باللاتينية: Piper methysticum) وهي نبتة تتواجد في مناطق غرب المحيط الهادئ، وفي جزر هاواي. اسم كافا من شعبي التوغنان والماركيسان  من الأسماء الأخرى لهذه النبتة آوى ويستخدم في هاواي كذلك يسمى آفا عند شعوب الساموا، وياكونا في فيجي، ساكاو في بوهنبي، وأخيرًا مالوك أو مالوغو في أجزاء من فانواتو.
جذور هذه النبتة تستخدم لاستخلاص شراب له تأثير مُهَدّئ ومُخَدّر. 
تُستهلك الكافا من قبل حضارة البولينيزيا الراقدة على ضفاف المحيط الهادئ التي تشمل كل من جزر: هاواي وفانواتو وميلانيزيا وأنحاء متفرقة من ميكرونيزيا. يستهلك الكافا كنبات مُهَدّئ للأعصاب ومُرخي، دون التأثير على الحالة العقلية، وتُعرف المادة الفعالة فيها باسم «كافالاكتون». كما أن دراسة "A Cochrane Collaboration systematic review of its evidence" توصلت إلى فعالية النبتة مقارنة مع عدم إعطاء أي دواء، بقدرتها على علاج اضطراب القلق الاجتماعي.

## الخصائص
تتباين معظم أصناف نبات الكافا في تراكيز القلويات العصبية الأولية والثانوية. كما تعدّ جمهورية الفانواتو «موطن» لنبات الكافا حيث يتم زراعتها بأعداد كبيرة جداً هناك، لكنها تاريخياً كانت فقط تزرع في جزر المحيط الهادئ من هاواي والولايات الفدرالية الميكرونيزية وفانواتو وفيجي وسامواس وتونغا. بعض نبات الكافا ينبت في جزر سولومون منذ الحرب العالمية الثانية، لكن معظمها يتم استيراده. وتعدّ أيضا محصولاً ربحياً في فانتواتو وفيجي.
تزدهر شجيرة الكافا وتكبر في تربة مفككة غير صلبة حيث تسمح للتيارات الهوائية بالعبور خلالها لتصل الجذور. تنبت الكافا بعلياً حيث تتواجد الأمطار الغزيرة (أكثر من 2000 ملم/السنة). الظروف المثالية لنمو الكافا يكون في درجة حرارة 21-35 س (70-95 ف) و70-100% رطوبة نسبية، وتعدّ النبتة من المحاصيل التي تعيش في الأماكن المظلمة لأن أشعة الشمس تضر نموها خاصة في بداياتها.
الكافا غير قادرة على التكاثر جنسياً، وتعدّ زهور النبتة الأنثى فريدة من نوعها وهي غير قادرة على إنتاج الثمار حتى لو تم تلقيحها يدوياً، لهذا السبب يتم تكثيرها من خلال الفسائل.
تقليدياً، يتم حصد النبتة كل 4 سنوات، حيث أنه كلّما زاد عمر النبتة ازداد تركيز الكافالاكتون فيها. عندما يصل طول النبتة 2 متر تقريبا تبدأ النبتة بالنّمو عرضياً وتشكّل تكتلات بنفس الطول تقريباً. ويمكن لجذور النبتة أن تصل لعمق يقارب الـ 60 سم.

### السلالة والأصل

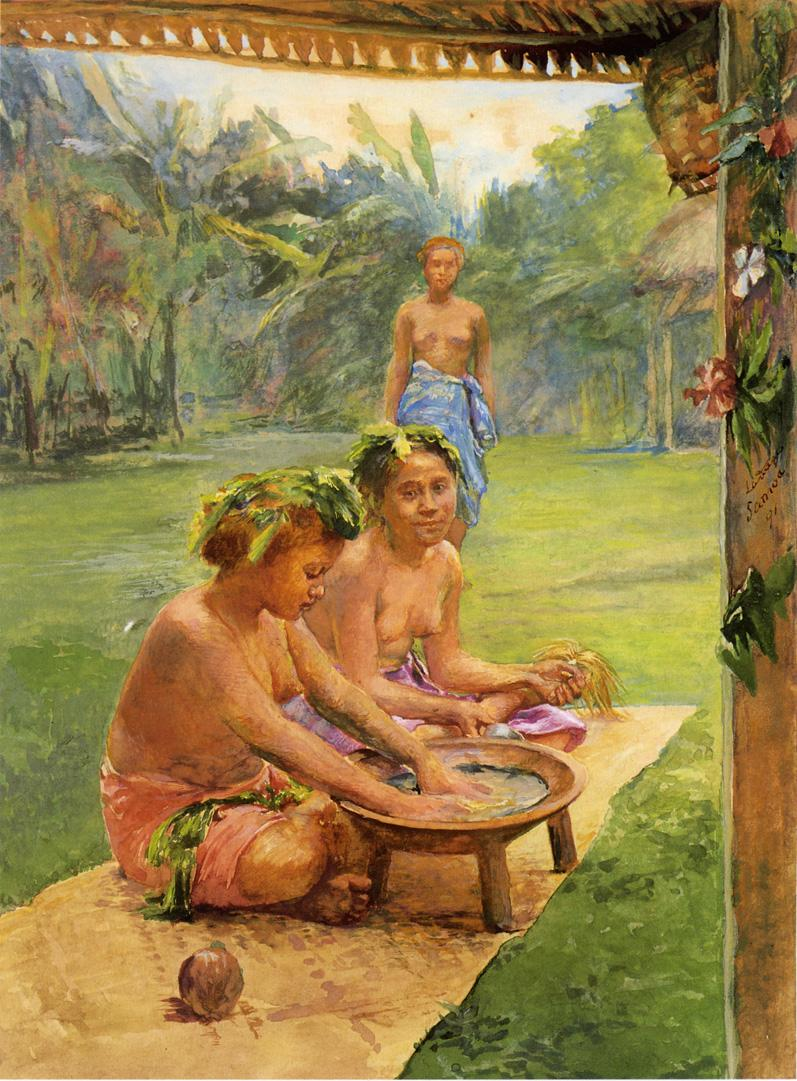
رسمة تبين نساء يحضرن الكافا

تُعدّ سلالة «أسا» في بابوا نيو غينيا أو «توداي» في هاواي واحدة من أكثر سلالات الكافا فعالية. في فانواتو، سلالة أخرى تدعى "Tudei" كافا، تلفظ «تو داي» أي "Two-Day" أو اليومين بسبب تأثيرها الذي يُعتقد أنه يدوم ليومين وذلك لاحتوائها على نسبة كبيرة من الكافالاكتون دايهيدروميثيستيسين (kavalactone dihydromethysticin). تتكوّن النبتة من غصون قوية وسريعة النمو بعروق يتراوح لونها من الأخضر الغامق إلى الفاتح وتغطيها البقع السوداء.
يخضع تصدير الكافا في فانواتو إلى تنظيم صارم، حيث يسمح فقط للسلالات الحميدة وغير الضعيفة أو شديدة الفعالية بالتصدير؛ حيث تعدّ السلالة الحميدة هي السلالة التي تستخدم للشرب اليومي دون أي تأثر على النشاطات الأخرى، وذلك كله بهدف السيطرة على النوعية. بالإضافة إلى وجود قوانين تلزم عمر النبتة القابلة للتصدير بأن لا يقل عن خمسة اعوام وأن تكون قد نمت عضوياً. تعدّ سلالات كل من «بوروغوو أو بورونغورو» في جزيرة بينتيكوست، «ميلوميلو» في جزيرة أمباي (تسمى سيسي في بينتيكوست الشمالية)، و«بالاراسول» كافا في جزيرة اسبيريتو سانتو الأكثر حمداً والأفضل بين السلالات. في فانواتو تحفظ كافا تودي أو اليومين للمناسبات الخاصة ويمنع تصديرها للخارج، وتعدّ «باليسي أو Palisi» الكافا الأكثر شهرة من نوع كافا تودي أو اليومين.
يوجد العديد من سلالات الكافا في هاواي ومن أشهرها: ماهاكيا وموئي وهيوا ونيني. كان ملوك هاواي القدماء «ألائي» يطلبون ويستخدمون «الموئي كافا» وذلك بسبب تأثيره العصبي القوي لاحتوائه كميات كبيرة من الكافالاكتون كافيين، وكانت تعدّ نبتة مقدسة حيث لا يجربها ويستخدمها إلا أصحاب السلالة الملكية ومن سواهم كان يعاقب بالموت إذا استخدمها.
التقديس للهيوا في هاواي القديمة واضح في هذا الجزء من الاغنية المسجلة من قبل ن.ب.اميرسون واقتبست من قبل هاندي أند هاندي حيث يشير إلى شعور الكومو هولا عندما يشرب كأس من الآوا المخمرة المقدسة والمستخلصة من جذور الآوا السوداء الصلبة (آوا هيوا) وهو «أنه يرى الحقيقة بام عينها حيث لا مكان للكذب والاشاعات، وكلما توغل أكثر في النبتة السوداء كأنما تترائى له الأحلام بالاله المبجل».
هنالك سلالات أخرى توجد في فيجي وتونغا وساموا.

### المكونات
تحتوي جذور الكافا الطازجة تقريباً على 80% من الماء بينما تحتوي الجذور الجافّة على ما يقارب 43% نشاء، 20% الياف، 15% كافالاكتون، 12% ماء، %3,2 سكريات، 3,6% بروتينات و3,2% معادن. كما يكون محتوى الكافالاكتون أكبر ما يمكن في الجذور ويقل عند الصعود إلى أجزاء النبتة العلوية بنسب تتراوح بين 15%، 10%، 5% في كل من الجذور والجذع والسيقان على الترتيب.
تحصد الجذور الناضجة من نبات الكافا بعد مدة اقلها 4 سنوات والأفضل 5 سنوات ليكون محتوي الكافالاكتون أكبر ما يمكن كما أنه تنتج نبتة الكافا الواحدة ما يقارب ال 50 كغم (110 باوند) من الجذور الناضجة عند حصادها. تصنف جذور الكافا إلى نوعين: التاجية والجانبية، حيث أن الجذور التاجية لها قطر أطول (38 – 127 سم) وتبدو كالرقاقات الخشبية، ويحتوي معظم نبات الكافا على ما يقارب 80% من الجذور التاجية عند حصادها، بينما تكون الجذور الجانبية أصغر قُطراً وتبدو كالجذور العادية حيث تحتوي نباتات الكافا على ما يقارب 20% من هذه الجذور الجانبية، كما الجذور الجانبية تحتوي على النسبة الاعلى من الكافالاكتون مقارنة مع التاجية. ومن الجذير بالذكر ايضاً أن صنف «واكا» من نبات الكافا يحتوي على الجذور الجانبية فقط.

## المكونات الدوائية

### المحتويات
إلى يومنا الحالي تم اكتشاف 18 نوعاً مختلفاً من الكافالاكتون (أو الكافابايرون) و15 منها تمتلك خصائصاً فعالة. لكن 6 منها هي التي تعطي أكثر من 96% من الخصائص الدوائية للنبتة وهي: الكافين ودايهايدروكافين وميثيستيسين وديهيدروميثيستيسين ويانجونين وديسميثوكسيياجونين وتم تحديد بعض المكونات القليلة الأخرى منها: 3 أنواع من الكالكون وفلافوكافين «أ» و«ب» و«ج»، بالإضافة إلى المادة القلوية السمية: بيبرميثستين.

### الديناميكا الدوائية
بعد دراسة مكونات نبتة الكافا تم ملاحظة التفاعلات التالية منها:
•تحفيز بدء عمل مستقبل ال«غابا أ أو GABAA» (من خلال الكافين والديهيدروكافين والميثيستين والديهيدروميثيستين واليانجونين).
•تثبيط إعادة استخدام النورابينيفرين (من خلال كافين والميثيستين) أيضا احتمالية تثبيط الدوبامين (من خلال الكافين والديسميثوكسيياجونين).
•دعم عمل المستقبل CB1 (من خلال اليانجونين).
•تثبيط قنوات الصوديوم والبوتاسيوم المبوبة بالجهد الكهربائي (من خلال الكافين والميثاستسين).
•التثبيط القابل للإزالة للإنزيم Monoamine oxidase B (من خلال الست كافالاكتونات الاساسية).
كما يوجد تقليل ملحوظ في التأثيرات التثبيطية لل muscimol (محفز لمستقبِل غابا GABA A) في أنوية الخلايا الاحادية لأدمغة الفئران (من خلال كافالاكتون ودايهيدو كافين). كذلك زيادة مستوى الدوبامين في الأنوية المتكئة في الفئران (من خلال تراكيز عالية من الكافين والديسميثوكسيياجونين).
إضافة إلى ذلك، تم ملاحظة التفاعل المباشر لخلاصة اوراق نبات الكافا (و الذي اثبت أنه أكثر فعالية من خلاصة الجذور) مع مستقبلات غابا GABA من امثلتها مستقبلات GABA A ومستقبل D2 ومستقبلات الاوبيويد «μوδ» ومستقبلات H1 وH2.] كما تحفز تفاعلات ضعيفة مع مستقبلات 5-HT6 و5-HT7 وموقع البينزوديازبين في مستقبلات GABA A.
تحفيز مستقبلات GABA A هو المسؤول عن التأثيرات الاضطرابية للكافا، بينما ارتفاع نسبة الدوبامين في انوية الخلايا والتحفيز لمستقبِل الأوبيويد μ هما المسؤولأن عن التأثيرات الانتشائية للنبتة. لكن بعض الدراسات على الفئران استنتجت أن مثبط مستقبل غابا أ «الفلومازينل» غير قادر على عكس التأثيرات الاضطرابية للكافا مما يطرح احتمالية وجود بديل يعمل كذلك في النبتة.
غير ان الاستخدام الطويل والمكثف لنبات الكافا لا يؤثر على القدرات العقلية أو الحسية للاشخاص لكنها تؤدي إلى رفع مستويات بعض إنزيمات الكبد.

### طرق الكشف
تم الكشف عن استخدام الكافا من خلال الطب الشرعي، بالعثور على كميات من الكافيين في عينات الدم للمستخدمين، كما يمكن الكشف عن نواتج الأيض الخارجة في البول، وأهمها الكافيين الكحولي الذي يمكن كشفه في غضون 48 ساعة.
تجفيف جذور الكافا في قرية لوفوني، اوفالاو، فيجي.

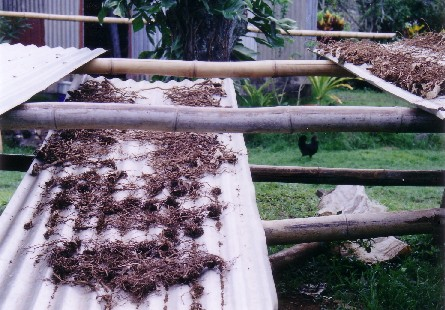
تجفيف جذور الكافا في قرية لوفوني، اوفالاو،فيجي.

## التحضير والاستهلاك

### خلطات تقليدية
تستهلك نبات الكافا في مناطق المحيط الهادئ مثل بولينيزيا وفانواتو وميلانيزيا وبعض اجزاء من ميكرونيزيا واستراليا. تقليديا، يحضر نبات الكافا من خلال مضغ أو طحن أو طرق الجذور. يكون الطحن من خلال الطرق اليدوي للجذر بعصى مخروطية من المرجان البحري الميت، حيث تشكل اليد الهاون في حين يشكل المرجان المطرقة. يخلط مطحون الجذور واللحاء بقليل من الماء فقط دون إكثار، حيث يحرر الجذر الطازج الرطوبة من داخله لهذا لا نكثر من الماء. الطحن يتم باستخدام حجراً كبيراً مربوطاً على جذع صغيرة. بعد ذلك كله يضاف الماء البارد على النبات المستخلص ويستهلك باسرع ما يمكن.
يتكون مستخلص نبتة الكافا من مستحلب الكافالاكتون في النشاء واللبن. يكون للمستخلص طعماً لاذعاً ويمكن تحديد ما أن كان قدد تم تحضيره باستخدام نبات طازج أو مجفف من خلال رائحته العبقة ويكون لونه رمادي إلى اخضر حليبي.
كما أن الكافا المحضرة بالطريقة التقليدية أكثر فعالية من الكافا المصنعة. التأثير الأقوى للكافا ينتج عند مضغها حيث تنتج جزيئات صغيرة جدا، يعدّ الكافا الطازج وغير المجفف الأكثر قدرة على اعطاء التأثير. كما تعتمد قوة التأثير على الفصيلة وعلى طريقة الزراعة، لاحظ كثيرون أن خلط مسحوق الكافا مع الماء الساخن يعطي مشروب بتأثير أقوى.
في فانواتو يتبع شراب الكافا عادة بعد فترة بوجبة ساخنة أو الشاي، حيث تكون المكونات الميقظة والمهلوسة قد امتصت، ولا يضاف أي منكهات على الشراب. يكنّي السكان المحليين في مقاطعة مادانغ في بابا نيو غينيا الشراب باسم «الكونياك الطبيعي». وفي فيجي يشتهر شراب «جروج GROG» الذي يحضر من خلال خلط مسحوق نبتة الكافا المجففة تحت اشعة الشمس مع الماء البارد ويقدم داخل نصف حبة جوز هند فارغة يطلق عليها اسم «بيلو»، الجروج مشروب مشهور جداً في فيجي خاصة بين الشباب ويقدم في التجمعات والجلسات الاجتماعية. شرب الجروج يولد النمنمة خاصة باللسان كذلك الاسترخاء لدى شاربيه، ويتبع بمشروب حلو أو وجبة حارة.
تحضير جذور الكافا ليتم استهلاكها في قرية
أسانفاري في جزيرة مايوو، فانواتو

### الصناعات الدوائية
الصناعات الدوائية والعشبية تستخلص الكافالاكتون من نبات الكافا باستخدام مذيبات من مثل ثنائي أكسيد الكربون فوق درجة الحرارة الحرجة  والاسيتون والإيثانول لصناعة الحبوب الدوائية بنسبة 30% إلى 90% من الكافالاكتون.

### ثقافة الكافا
يعدّ الكافا جزء من الثقافات الدينية والطبية والسياسية والاجتماعية عبر مناطق المحيط الهادئ، ولنبات الكافا مكانتها المتميزة والمهمة في هذه المناطق، مثلاً في فيجي يوجد هنالك احتفال رسمي للكافا ويسمى «احتفال ياكونا»، حيث يتضمن العديد من الفعاليات الاجتماعية والسياسية والدينية المهمة، وتكون طقوس الياكونا متبوعة بحزمة من جذور الكافا كهدايا للمحتفلين وشرب لمستخلص الكافا.

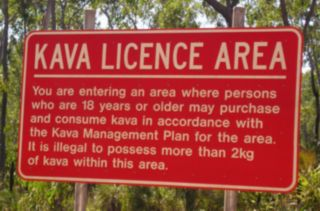
لافتة تبين منطقة مرخصة لزراعة الكافا في ييركالا، في مناطق شمال استرال

لافتة تبين منطقة مرخصة لزراعة الكافا في
ييركالا، في مناطق شمال استرال

## تأثيرات الاستهلاك
تعتمد تأثيرات مشروب الكافا على نوعية النبتة وكميتها، حيث أن الشراب القوي يعطي نتائج اسرع من غير تحفيز، فتصبح عيون الشارب أكثر حساسية ومن ثم يشعر الشخص بالنعس ويستغرق بنوم عميق وخالي من الأحلام خلال 30 دقيقة ويكون النوم عادة مريح وطردي مع كمية الكافا المستهلكة. ويعاني مستهلكي نبتة الكافا ليلا من الكسل في اليوم التالي حيث يمكن اعازة ذلك إلى عمر النصف الطويل للكافالاكتون الذي يقدر ب 9 ساعات تقريباً.

### الفعالية
كشفت بعض الدراسات على أن مستخلص الكافا يحتوي على قدرة مهدئة مقارنة مع عدم اعطاء أي دواء لمعالجة الاضطرابات العصبية. كما أن الكافا ممكن أن تكون بديلا لبعض الادوية المهدئة من مثل مضادات الاكتئاب ثلاثية الحلقة tricyclic antidepressants والبينزوديازبين.
في دراسة ما بينت أن استخدام 150 مغ/اليوم من مستخلص الكافا المعيّر 1490 WS في جرعات مقسمة لأربع أسابيع كان فعالاً في تقليل أعراض الاضطرابات العصبية لكنه ليس أفضل بكثير من جرعة 300 مغ/اليوم مقسمة على جرعات والتي أجريت في دراسات أخرى. معظم هذه الدراسات استخدمت مستخلص الكافا المعير 1490 WS والذي يحتوي على 70% من الكافالاكتون.

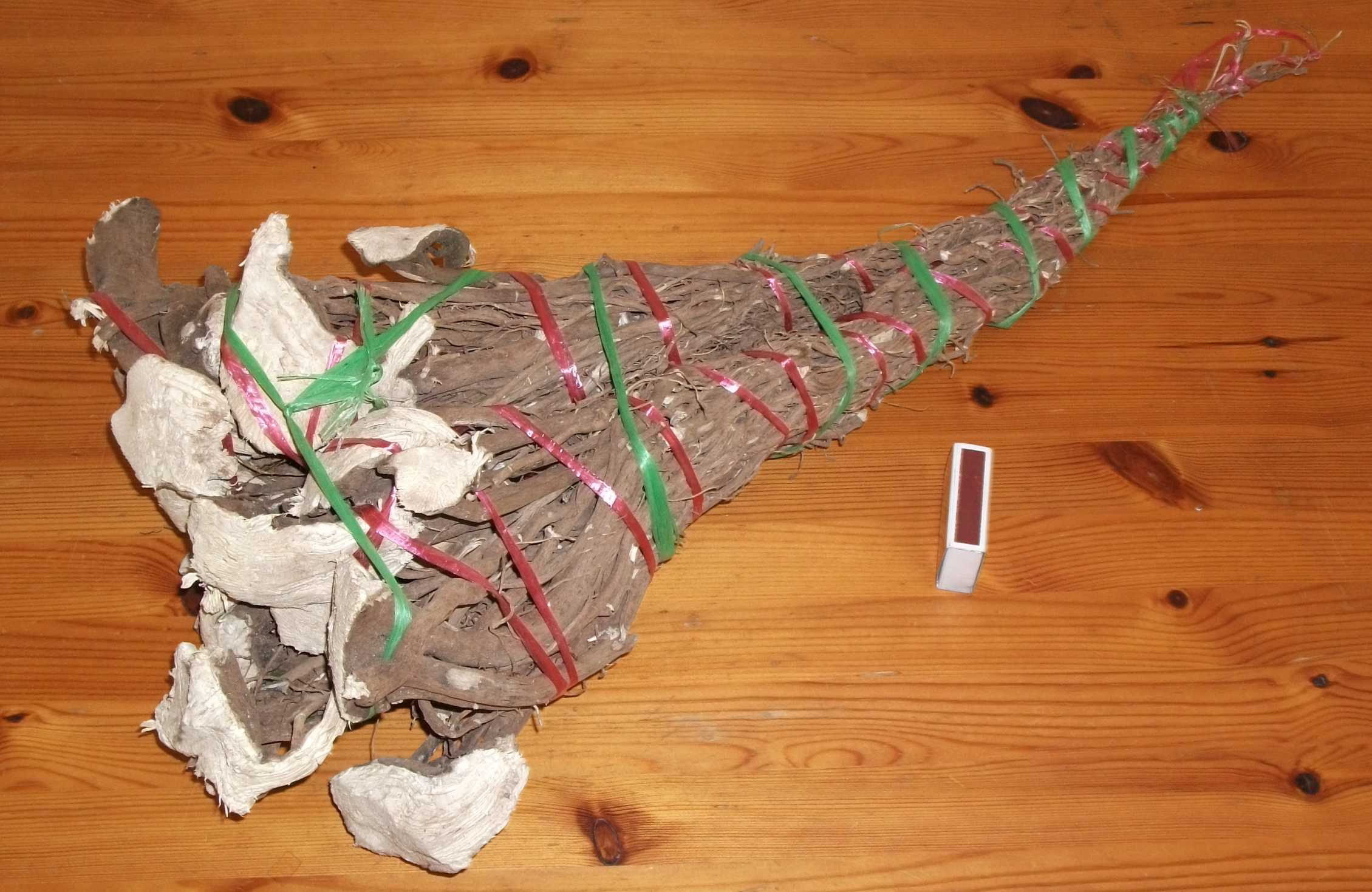
حزمة جذور الكافا التقليدية في فيجي

### السمية والأمان
في 2001، ازداد القلق حول أمان الكافا في الاستخدام، مما ادى إلى وضع أنظمة وقوانين في بلاد عدة لاستخدامه،
كما تم وضع تقارير من CDC وFDA الولايات المتحدة الأمريكية. لكن اغلب التخوفات كانت تتعلق باعداد صغيرة من التقارير التي ذكرت حالات من تسمم الكبد سببها استهلاك منتجات متنوعة من نبات الكافا. لكن العديد من العلماء والأطباء أقروا ضعف هذه التقاريربالاشارة إلى أن معظم الحلات النادرة لتسمم الكبد والتي تم رصدها كانت لأشخاص مدمنين على استخدام الكحول أو المخدرات أو أدوية تسبب هذا التسمم. في العاشر من حزيران من عام 2014 إعادة المحكمة الألمانية العليا الأنظمة المتعلقة بنبتة الكافا لعام 2001 حيث قضت المحكمة أن الاخطار المترتبة على استخدام النبتة غير واضحة وغير ملحوظة، حيث أن هذا الرأي معتمد على العدد القليل من حالات التسمم (3 حالات) من الاعداد الهائلة التي تستخدم الكافا بكميات كبيرة تقدّر بملايين الجرعات يوميا.
و استناداً لبحث شامل لشومان في 2014 أن «بغض النظر عن التأثيرات السمية للكافا على الكبد في المختبر وعلى الحيوانات غير أن الحالات على مستخدمي الكافا عبر التاريخ في الحضارة الغربية قليلة جدا وربما نادرة، وأنه في حال ثبتت في أحد مستخدميها حالات تسمم الكبد فأن استخدام الكافا يصاحبة الاستخدام المفرط للادوية والمخدرات والكحول التي قد تكون هي السبب الاساسي لهذه الحالات، مما يعني أن تسمم الكبد بسبب الكافا نادر جدا بما يقارب حالة واحدة من كل 60-125 مليون حالة».
تم ادراج عدة من مكونات نبات الكافا كمواد سامة خاصة البيبرميثيستين والفلافوكافين ب. لكن اعتماداً على دراسات ألمانية أن البيبرميثيستين لا يسبب تسمم الكبد، وأنه يوجد بكميات قليلة من الاوراق بنسبة 0,2% كما أنه يوجد بكميات اقل بمئة مرة في اوراق النباتات الغربية. بالنسبة ايضاً للفلافوكافين ب فأنه لا يعد أحد مستخلصات الإيثانول في الأصناف الحميدة، ولا يستخلص بكميات كبيرة فلا يمكنه أن يسبب أي اذى للكبد. كما أن حلات التسمم النادرة من الكافا تعزى لتلوث النبتة بالافلاتوكسن أو أي عفن اخر مسبب لتسمم الكبد، لكن الدراسات متواصلة على هذا الموضوع.
بيأنات أخرى تقترح أن الحالات النادرة للتسمم تنتج لسبب أيضي داخلي في الجسم، حيث أنه يوجد ثلاث طرق تم اقتراحها لتسمم الكبد من الكافالاكتون: تثبيط السيتوكروم P450، أنخفاض محتمل في محتوى الكبد من مادة الجلوتاثيون، والأكثر تأثيراً تثبيط عمل إنزيم السيكلوأوكسيجينيز. بعد التحليل تم الكشف أن خلاصة الكافا لاتشكل أي سُمّية مباشرة لكن التأثيرات والتفاعلات مع المركبات الأخرى قد تكون كبيرة. في ضوء ذلك تم توثيق عدة تفاعلات جانبة مع ادوية أخرى منها ادوية الصرع والكحول والمهدئات من مثل البنزوديازبين وادوية الاضطرابات العصبية والليفودوبا ومدرات البول والادوية التي تتم عملية ايضها من خلال CYP450 في الكبد.
بعض التفاعلات الجانبية للنبتة، لكن ليس للحصر، منها:
الكحول
تم توثيق احتمالية حذوث تأثيرات منومة اضافية عند استخدام الكافا والكحول معاً على فئران التجارب. ولكن هذه التأثيرات لم يتم دراستها على البشر. مع ذلك اثبت أن الكافا وحدها لها تأثير منوم على البشر. واستناداً للوظائف الاستيعابية فأن الكافا لها مفعول اضافي لتقليل القدرة العقلية عند استخدامها مع الكحول مقارنة مع استخدام الكحول وحده.
المهدئات (مثبطات الجهاز العصبي المركزي مثل البنزوديازبين والبربيتيوريت)
هناك احتمالية لقدرة اضافية للكافا على تثبيط عمل الجهاز العصبي المركزي (تأثير مهدئ ومنوّم) مع البينزوديازبين والبربتيوريت.
محفزات الدوبامين – الليفودوبا
تعدّ ظاهرة "on-of" من أكثر الاثار الجانبية لليفودوبا ضرراً بمريض البارنكينسون الذي يستخدمه كعلاج له، حيث أن هذه الظاهرة تكون على شكل فترات من الراحة "on" والعلاج المؤقت للرجفات لكنه تتبعها فترات أخرى معاكسة "off" تعيد الرجفات للمريض وتتناوب حالة المريض الذي يعالج بالليفودوبا بهذه الظاهرة  وقد وجد أن استخدام الكافا اثناء العلاج بالليفودوبا يزيد من احتمالية حدوث هذه الظاهرة ويزيد عدد مرات حدوثها.
الا أن هنالك بعض الدراسات الأسترالية التي وجهت الخلاف إلى أن المجموعات السكانية التي تستهلك الكحول بشكل كبير وتعاني من اوضاع صحية متدنية بالاصل. حيث أن الاستخدام المكثف للكافا في الجماعات الأسترالية التي تقطن في شمال البلاد«آرنيم لاند» ادى إلى المزيد من حالات تدني الصحة العامة مع وجوه منتفخة وطفح جلدي مقشر وارتفاع بسيط في ردة الفعل من قبل اوتار الركبة.
في تحليل عام 2012 لحالات تسمم الكبد في شتى أنحاء العالم كان المسبب الاساسي هو العفن في منتجات الكافا.

## التشريعات والقوانين
في عام 2002 أصدر الاتحاد الأوروبي قراراً بمنع استيراد أي من المنتجات الصيدلانية المصنوعة بشكل أساسي من الكافا. كما أن بيع نبات الكافا يخضع لقوانين في كل من سويسرا وفرنسا وهولندا. لكن بعض الجزر في المحيط الهادئ التي تعتمد على تصدير الكافا كتجارة حاولت إيقاف قانون الاتحاد الأوروبي في منع استيراد المنتجات الصيدلانية المنتجة من الكافا من خلال إنشاء اتفاقية تجارية عالمية في كل من فيجي وسوموا وتونجا وفانواتو، حيث تضمنت أن قانون المنع كان يفتقر للأدلة العلمية المقنعة. أدى الضغط الحاصل على الاتحاد الأوروبي إلى جعل ألمانيا تعيد النظر في الأدلة المعتمد عليها قرار المنع للمنتجات الصيدلانية. وفي 10 من حزيران لسنة 2014 أصدرت المحكمة الألمانية قرار ابطال المنع الموضوع 2002 وإعادة استخدام القوانين المنظمة لعام 2001. وتعدّ بولندا الدولة الأوروبية الوحيدة التي لا يزال قرار المنع فيها قائماً وتعدّ حيازة الكافا واستخدامها فعلا يعاقب عليه القانون بالسجن. في المملكة المتحدة يعدّ بيع أو استيراد أو تداول أي منتج صيدلاني يحتوي على الكافا عملا اجراميا يحاسب عليه القانون. في كندا عام 2002 تم إصدار قرار منع تداول أي من منتجات الكافا، لكن تم الغاؤه عام 2012.
في أستراليا، تم تنظيم التعامل مع الكافا من خلال الشيفرة العالمية لادارة الكافا. ترخيص التعامل مع الكافا أو استيرادها ممنوع في غربي أستراليا. في المناطق الشمالية، اقرت الشرطة أن «بيع الكافا أو حيازها أو المتاجرة بها في أي من الظروف محظور». إدارة البضائع العلاجية الأسترالية اوصت بعدم تناول أكثر من 250 مغ من الكافالاكتون في 24 ساعة.
تم اقتراح التشريع للمنتجات المصنوعة من سلالات الكافا الحميدة لأنها قد تكون اقل سمية. كما أن بعض الاراء اقترحت استخدام المستخلص المحلول لأنه اقل سمية ايضاً. عادةً ما تتطلب القوانين استخراج الكافا من الأجزاء العلوية للنبتة حيث تحتوي هذه الأجزاء على كمية أقل من البيبرمثيستين والمواد السامة الأخرى.

## أدب
- Lindstrom, Lamont; Lebot, Vincent; Merlin, Mark David (1992). Kava: The Pacific Elixir – The Definitive Guide to its Ethnobotany, History and Chemistry. New Haven, Conn: Yale University Press. ISBN:0-300-05213-8. OCLC:231506209 25708300. {{استشهاد بكتاب}}: تأكد من صحة قيمة |oclc= (مساعدة)صيانة الاستشهاد: أسماء متعددة: قائمة المؤلفين (link)
- The Mars Trilogy  [لغات أخرى]‏ by كيم ستانلي روبنسون، Spectra, 1993. ISBN 0-553-09204-9. Contains many references to Kava, and "Kavajava" – kava mixed with coffee. The book uses kava as the social drink of choice for the "Martians" (human colonizers of Mars).
- The Sex Lives of Cannibals: Adrift in the Equatorial Pacific by J. Maarten Troost, Broadway Books, New York, 2004. ISBN 0-7679-1530-5.
- Getting Stoned with Savages: A Trip Through the Islands of Fiji and Vanuatu by J. Maarten Troost, Broadway Books, New York, 2006. (ردمك 978-0-7679-2199-2). ISBN 0-7679-2199-2.
- Siméoni Patricia & Lebot Vincent (2014). Buveurs de kava. Port-Vila: Editions Géo-consulte. ص. 361. ISBN:978-2-9533362-3-8. {{استشهاد بكتاب}}: روابط خارجية في |ناشر= (مساعدة)

## روابط خارجيه
- "UNODC - Bulletin on Narcotics: The narcotic pepper - The chemistry and pharmacology of Piper methysticum and related species". United Nations Office on Drugs and Crime. 1973. ص. Issue 2. مؤرشف من الأصل في 2019-05-29. اطلع عليه بتاريخ 2014-02-19.
- Kava ban documents
- Piper methysticum information from the Hawaiian Ecosystems at Risk project (HEAR)
- "Kava" . موسوعة بريتانيكا (ط. التاسعة). ج. 14. 1882. {{استشهاد بموسوعة}}: يحتوي الاستشهاد على وسيط غير معروف وفارغs: |1= و|coauthors= (مساعدة)